# Лепушата
Лепушата (рум. Lăpușata) — комуна у повіті Вилча в Румунії. До складу комуни входять такі села (дані про населення за 2002 рік):
- Берешть (411 осіб)
- Броштень (496 осіб)
- Зернешть (523 особи)
- Міжаць (170 осіб)
- Серулешть (443 особи) — адміністративний центр комуни
- Скорушу (292 особи)
- Шербенешть (146 осіб)

Комуна розташована на відстані 172 км на захід від Бухареста, 34 км на південний захід від Римніку-Вилчі, 67 км на північ від Крайови, 148 км на південний захід від Брашова.

## Населення
За даними перепису населення 2002 року у комуні проживала 2481 особа.
Національний склад населення комуни:
| Національність | Кількість осіб | Відсоток |
| -------------- | -------------- | -------- |
| румуни         | 2480           | > 99,9%  |
| угорці         | 1              | < 0,1%   |

Рідною мовою назвали:
| Мова      | Кількість осіб | Відсоток |
| --------- | -------------- | -------- |
| румунська | 2480           | > 99,9%  |
| угорська  | 1              | < 0,1%   |

Склад населення комуни за віросповіданням:
| Релігія     | Кількість осіб | Відсоток |
| ----------- | -------------- | -------- |
| православні | 2479           | 99,9%    |
| баптисти    | 1              | < 0,1%   |

## Зовнішні посилання
- Дані про комуну Лепушата на сайті Ghidul Primăriilor [Архівовано 30 жовтня 2009 у Wayback Machine.]